# Hausmaning
Hausmaning (auch als Freytags-Gut oder Eckhartshof bezeichnet) hieß ein Weiler in der oberösterreichischen Landeshauptstadt Linz (Lederergasse 47), der noch zu Ende des 18. Jahrhunderts Hausmaning genannt wurde.
Das Gut Hausmaning ist 1307 erstmals bekundet. Nach einem Lehensbrief des Fürsten Georg Adam von Starhemberg von 1797 gehörten zum Freytags-Gut zu Hausmaning fünf Häuschen. Im Häuserverzeichnis von 1771 wird das Gut als Eckhartshof nach dem damaligen Besitzer Johann Eckhart zu Hammer von der Tään  bezeichnet. 
Bei dem Gebäude handelt sich um die spätere Linzer Landesfrauenklinik. Für die Landesfrauenklinik (bis dahin im Prunerstift untergebracht) wurde 1843 der ehemalige Freisitz Eckhartshof gemietet und 1852 angekauft. Die Anstalt ging 1861 in die Verwaltung des Landes Oberösterreich über. 1869 wurde die sich dort befindlich Findelanstalt aufgehoben. 1904 wurde eine gynäkologische Abteilung in einem neu erbauten Pavillon eröffnet; damit begann die Umwandlung in ein Frauenspital. 1945–1951 diente die Klinik als amerikanisches Militärhospital; die Frauenklinik war damals kurzfristig in Niedernhart (damals noch Irrenanstalt genannt) untergebracht. Die Landesfrauen- und Kinderklinik hat 2005 hier ihre Pforten geschlossen und ist in die Krankenhausstraße 26–30 umgezogen; auf dem Areal der alten Klinik sollen[veraltet] Wohnungen gebaut werden. Damit endet auch die Geschichte des Gutes Hausmaning.